# Black Book Mixtape
Black Book Mixtape è un mixtape del rapper italiano Jamil, pubblicato il 18 ottobre 2012.
Il disco è stato reso disponibile per l'ascolto su Jamil.biz e sul canale YouTube del rapper Vacca, stretto collaboratore dell'artista veronese.

## Tracce
1. Autopsia
2. Black Book (feat. Vacca)
3. Non credo
4. Sweet Dreams
5. Per me stesso (feat. Vacca)
6. 1 diavolo X capello (feat. Kevin Hustle)
7. Black leaf (feat. Giuann Shadai)
8. Forever & ever
9. Sulle puntine (feat. Cruel T)
10. Dope boyz (feat. Rock aka Posa)
11. A me mi (feat. Vacca)
12. Non puoi Comprare
13. Marionette (feat. Nacho)
14. Metal rap (freestyle)
15. Stasera scendo in guerra (feat. Mobba)
16. Uno due tre (feat. Freddy Key)
17. Quando è buio (feat. Vacca)
18. Pass
19. Fuori di testa (feat. Dvd, Virgo)
20. Wild (feat. Jap)
21. So che ci odi (feat. Kevin Hustle, Manri)
22. Oppio
23. Outro

Bonus track
1. SV empire (tribute Tommy Lee)
2. Da-nato (feat. Trama)
3. Questa bomba (feat. Galup)
4. Personal trip + Blunted anthem